# Paraleia cinerea
Paraleia cinerea är en tvåvingeart som beskrevs av Freeman 1951. Paraleia cinerea ingår i släktet Paraleia och familjen svampmyggor. Inga underarter finns listade i Catalogue of Life.